# Гутулу
Гуту́лу (Гутул, рум. Hutulu) — село в Кагульському районі Молдови, відноситься до комуни Лебеденко.
Село розташоване у верхів'ї річки Кагул, з півночі підходить Шуріца.
Більшість населення - українці. Згідно з переписом 2004 року - 210 осіб (49%), молдован - 137 осіб (32%), болгар - 47 осіб (11%).